# Clot de l'Estall
El Clot de l'Estall és un clot del terme municipal de Conca de Dalt, a l'antic terme de Toralla i Serradell, al Pallars Jussà, en territori del poble de Serradell.
Està situat al vessant sud-oriental de la Serra de l'Estall i en el septentrional de la Muntanya de Sant Aleix, s migdia de la Coma Guàrdia i de la Coma Pi. Constitueix la capçalera del barranc de la Torre.